# 奥姆斯
奥姆斯（法語：Oms，法語發音：[ɔms] ⓘ）是法国东比利牛斯省的一个市镇，位于该省南部，属于塞雷区。

## 地理
奥姆斯（42°32'38"N, 2°41'47"E）面积18.53 平方千米，位于法国奧克西塔尼大區东比利牛斯省，该省份为法国大陆部分最南部的省份，涵盖了北加泰罗尼亚，北起奥德省，西接阿列日省和安道尔，南与西班牙接壤，东临地中海。
与奥姆斯接壤的市镇（或旧市镇、城区）包括：蒙托里奥勒、约罗、维韦斯、塞雷、雷内斯、塔耶特、卡尔梅耶。

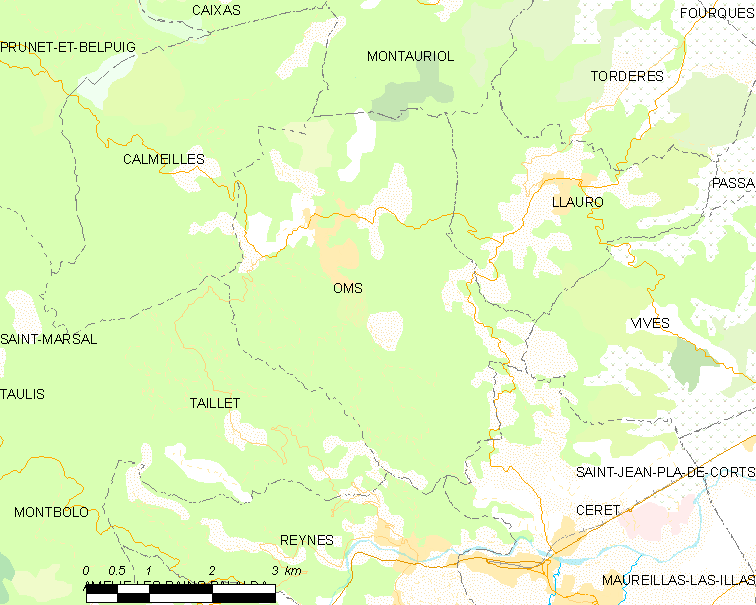
奥姆斯的OSM定位图

奥姆斯的时区为UTC+01:00、UTC+02:00（夏令时）。

## 行政
奥姆斯的邮政编码为66400，INSEE市镇编码为66126。

## 政治
奥姆斯所属的省级选区为莱萨斯普尔县。

## 人口

1962-2008年间奥姆斯人口变化图示

奥姆斯于2022年1月1日时的人口数量为354人。